# Jean Moorhead

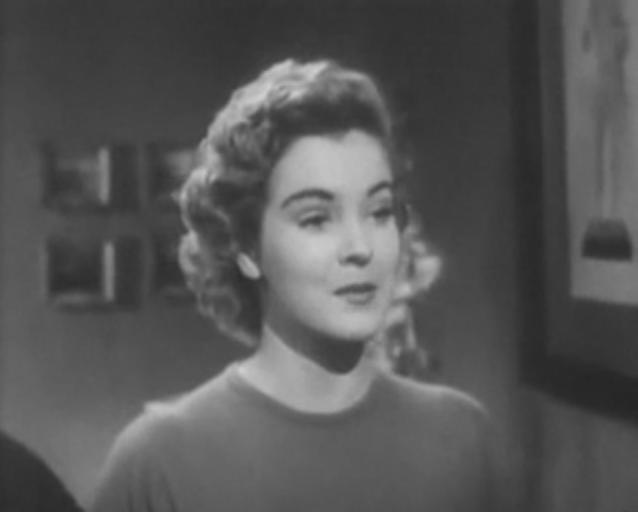
Jean Moorhead (1956)

Jean Moorhead (* 4. Februar 1935 in Los Angeles) ist eine US-amerikanische Schauspielerin und ehemaliges Playmate.

## Leben
Moorhead war im Oktober 1955 das Playmate des Monats in der US-amerikanischen Ausgabe des Playboy. Bereits ab Ende der 1940er Jahre hatte sie Statistenrollen in Spielfilmen wie im für den Oscar nominierten Filmmusical Golden Girl und in der Filmkomödie Die lockende Venus mit Jane Russell in der Hauptrolle. 1956 spielte sie eine der Hauptrollen im von Ed Wood geschriebenen B-Movie-Thriller The Violent Years. Bis 1960 war sie in verschiedenen weiteren Spielfilmen zu sehen, zumeist B-Movies wie Der Koloß und Auf U-17 ist die Hölle los. Ihre letzte Rolle hatte sie als Statistin im oscarnominierten Filmmusical Anruf genügt – komme ins Haus mit Judy Holliday und Dean Martin in den Hauptrollen. Zudem hatte sie einige Gastauftritte in Fernsehserien wie Im wilden Westen und der Bob Cummings Show.

## Filmografie (Auswahl)
- 1951: Golden Girl
- 1953: Die lockende Venus (The French Line)
- 1955: Mit Leib und Seele (The Long Gray Line)
- 1957: Im wilden Westen (Death Valley Days)
- 1957: Der Koloß (The Amazing Colossal Man)
- 1957: Lederjacken rechnen ab (Motorcycle Gang)
- 1959: Auf U-17 ist die Hölle los (The Atomic Submarine)
- 1959: Revolverheld von Laredo (Gunmen from Laredo)
- 1960: Anruf genügt – komme ins Haus (Bells Are Ringing)

## Belege
1. ↑  Glamour Girls of Silver., abgerufen am 20. März 2016

| Personendaten    | Personendaten                                           |
| ---------------- | ------------------------------------------------------- |
| NAME             | Moorhead, Jean                                          |
| KURZBESCHREIBUNG | US-amerikanische Schauspielerin und ehemaliges Playmate |
| GEBURTSDATUM     | 4. Februar 1935                                         |
| GEBURTSORT       | Los Angeles, Vereinigte Staaten                         |